# Będków (powiat sieradzki)
Będków – wieś w Polsce położona w województwie łódzkim, w powiecie sieradzkim, w gminie Burzenin.
Prywatna wieś szlachecka położona była w drugiej połowie XVI wieku w powiecie sieradzkim województwa sieradzkiego. W latach 1975–1998 miejscowość należała administracyjnie do województwa sieradzkiego.
Wieś leży ok. 8 km na zachód od Burzenina. Sołectwo zajmuje powierzchnię 654 ha. Mieszka tu 125 osób w 54 gospodarstwach.